# Odontophorus
Az Odontophorus a madarak osztályának tyúkalakúak (Galliformes) rendjébe és a fogasfürjfélék (Odontophoridae) családjába tartozó nem.

## Rendszerezésük
A nemet Louis Pierre Vieillot francia ornitológus írta le 1816-ban, jelenleg az alábbi fajok tartoznak ide:
- Odontophorus guttatus
- Odontophorus gujanensis
- Odontophorus melanotis
- Odontophorus erythrops
- Odontophorus stellatus
- foltosszárnyú fogasfürj (Odontophorus capueira)
- csíkosarcú fogasfürj (Odontophorus balliviani)
- Odontophorus hyperythrus
- Odontophorus melanonotus
- Odontophorus speciosus
- feketehomlokú fogasfürj (Odontophorus atrifrons)
- Odontophorus dialeucos
- örvös fogasfürj (Odontophorus strophium)
- Odontophorus columbianus
- Odontophorus leucolaemus

## Előfordulásuk
Mexikó déli részén, Közép-Amerika és Dél-Amerika területén honosak. A természetes élőhelyük szubtrópusi és trópusi esőerdők.

## Megjelenésük
Testhosszuk 22–30 centiméter közötti.